# NGC 3673
NGC 3673 est une galaxie spirale barrée située dans la constellation de l'Hydre. NGC 3673 a été découverte par l'astronome britannique John Herschel en 1836.

## Caractéristiques
La classe de luminosité de NGC 3673 est II et elle présente une large raie HI. Elle renferme également des régions d'hydrogène ionisé.

### Distance
Sa vitesse par rapport au fond diffus cosmologique est de 2 289 ± 24 km/s, ce qui correspond à une distance de Hubble de 33,8 ± 2,4 Mpc (∼110 millions d'al).
À ce jour, 11 non basées sur le décalage vers le rouge (redshift) donnent une distance de 22,573 ± 3,404 Mpc (∼73,6 millions d'al), ce qui est à l'extérieur des valeurs de la distance de Hubble. Notons cependant que c'est avec la valeur moyenne des mesures indépendantes, lorsqu'elles existent, que la base de données NASA/IPAC calcule le diamètre d'une galaxie et qu'en conséquence le diamètre de NGC 3673 pourrait être d'environ 49,4 kpc (∼161 000 al) si on utilisait la distance de Hubble pour le calculer.